# Mangaoka
Mangaoka is een plaats in Madagaskar gelegen in het district Antsiranana II van de regio Diana. 
In de plaats is basisonderwijs en voortgezet onderwijs voor jonge kinderen. 95% van de bevolking is landbouwer. Het belangrijkste gewas is rijst en mais, maar er worden ook bananen en cassave verbouwd. 0,5% van de bevolking is werkzaam in de dienstensector en 4,5% voorziet in levensonderhoud via de visserij.